# 臺灣高等檢察署
臺灣高等檢察署（簡稱高檢署、高檢）是中華民國兩個二級檢察機關之一，負責指揮督導臺灣省與直轄市的地方檢察署，同時也受最高檢察署指揮督導，辦理轄區提起上訴之刑事案件等。

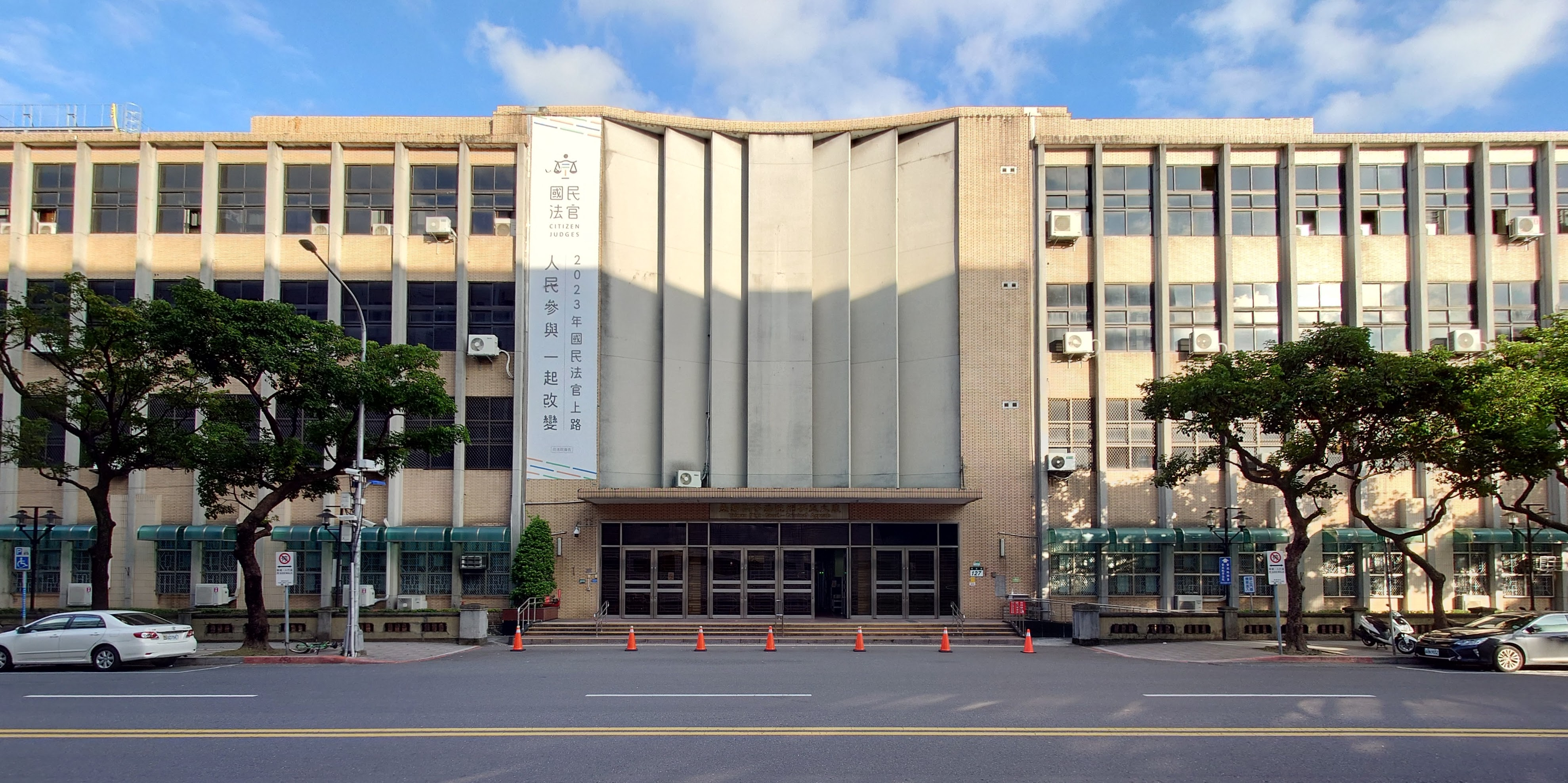
台灣高等法院刑事庭大廈

## 沿革
- 1896年，臺灣總督府設「臺灣總督府高等法院檢察局」。
- 1945年，中華民國政府接收日本臺灣總督府轄區後，更名為「臺灣高等法院檢察處」，蔣慰祖擔任首任首席檢察官。
- 1989年，配合《法院組織法》之修正，改制為「臺灣高等法院檢察署」，首席檢察官改為檢察長。
- 2008年7月1日，增設臺灣高等法院檢察署智慧財產分署（今臺灣高等檢察署智慧財產檢察分署）於國家通訊傳播委員會臺北市中正區延平南路辦公室。
- 2018年5月25日，全國各級檢察署正式去掉「法院」二字，更名為「臺灣高等檢察署」。

## 歷任首長
| 任次   | 姓名   | 就任日期         | 卸任日期         | 備註                             |
| 檢察長 | 檢察長 | 檢察長           | 檢察長           | 檢察長                           |
| ------ | ------ | ---------------- | ---------------- | -------------------------------- |
| 1      | 蔣慰祖 | 民國34年11月1日  | 民國35年12月5日  |                                  |
| 2      | 陳丞城 | 民國35年12月5日  | 民國35年3月24日  |                                  |
| 3      | 施文藩 | 民國35年3月24日  | 民國35年5月6日   |                                  |
| 4      | 樓英   | 民國35年5月6日   | 民國35年9月25日  |                                  |
| 5      | 符樹德 | 民國35年9月25日  | 民國35年11月5日  |                                  |
| 6      | 王建今 | 民國35年11月5日  | 民國36年5月16日  |                                  |
| 7      | 葛之覃 | 民國36年5月16日  | 民國37年8月25日  |                                  |
| 8      | 汪恩沛 | 民國37年8月25日  | 民國39年10月23日 |                                  |
| 9      | 洪鈞培 | 民國39年10月23日 | 民國46年7月18日  |                                  |
| 10     | 夏惟上 | 民國47年5月22日  | 民國54年3月25日  |                                  |
| 11     | 周旋冠 | 民國54年3月25日  | 民國61年7月1日   |                                  |
| 12     | 焦沛澍 | 民國61年7月1日   | 民國64年8月11日  |                                  |
| 13     | 洪壽南 | 民國64年9月16日  | 民國67年9月26日  |                                  |
| 14     | 褚劍鴻 | 民國67年9月26日  | 民國68年6月30日  |                                  |
| 15     | 曹德成 | 民國68年6月30日  | 民國71年10月13日 |                                  |
| 16     | 石明江 | 民國71年1月18日  | 民國75年7月1日   |                                  |
| 17     | 陳涵   | 民國75年7月1日   | 民國81年5月18日  |                                  |
| 18     | 劉景義 | 民國81年5月18日  | 民國85年3月6日   |                                  |
| 19     | 盧仁發 | 民國85年4月23日  | 民國86年5月5日   |                                  |
| 20     | 吳英昭 | 民國86年7月8日   | 民國89年6月27日  |                                  |
| 21     | 林偕得 | 民國89年6月27日  | 民國90年4月27日  |                                  |
| 22     | 吳國愛 | 民國90年4月27日  | 民國93年11月5日  |                                  |
| 23     | 謝文定 | 民國93年11月5日  | 民國96年4月12日  |                                  |
| 24     | 顏大和 | 民國96年4月12日  | 民國102年3月11日 |                                  |
| 25     | 陳守煌 | 民國102年3月11日 | 民國103年12月1日 | 離任後由郭文東主任檢察官代理     |
| 26     | 王添盛 | 民國104年5月27日 | 民國108年12月4日 | 離任後由宋國業襄閱主任檢察官代理 |
| 27     | 邢泰釗 | 民國109年3月13日 | 民國111年5月20日 |                                  |
| 28     | 張斗輝 | 民國111年5月20日 | 現任             |                                  |

## 組織

### 臺灣高等檢察署[3]
主要人事
- 檢察長
  - 襄閱主任檢察官
    - 主任檢察官
      - 檢察官（紀錄科、執行科）
        - 檢察事務官

    - 書記官長（檢察官或書記官兼任）
      - 書記官

內部單位
- 書記處
  - 文書科
  - 研究考核科
  - 資料科
  - 總務科
  - 訴訟輔導科
  - 法警室
- 人事室
- 會計室
- 統計室
- 政風室
- 資訊室

### 所屬機關[4]
高等檢分署
- 高檢署智慧財產分署[5]
- 高檢署臺中分署[6]
- 高檢署臺南分署[7]
- 高檢署高雄分署[8]
- 高檢署花蓮分署[9]

地方檢察署
- 臺灣臺北地方檢察署
- 臺灣士林地方檢察署
- 臺灣新北地方檢察署
- 臺灣桃園地方檢察署
- 臺灣新竹地方檢察署
- 臺灣基隆地方檢察署
- 臺灣宜蘭地方檢察署[10]
- 臺灣苗栗地方檢察署
- 臺灣臺中地方檢察署
- 臺灣彰化地方檢察署
- 臺灣南投地方檢察署
- 臺灣雲林地方檢察署[11]
- 臺灣嘉義地方檢察署[12]
- 臺灣臺南地方檢察署
- 臺灣高雄地方檢察署
- 臺灣橋頭地方檢察署
- 臺灣屏東地方檢察署[13]
- 臺灣澎湖地方檢察署
- 臺灣花蓮地方檢察署
- 臺灣臺東地方檢察署[14]

## 外部連結
- 臺灣高等檢察署 （页面存档备份，存于）